# Barakonyi Kristóf
Barakonyi Kristóf (Ötvöskónyi, 1849. március 15. (keresztelés) – Kaposvár, 1934. december 22.) református lelkész, esperes.

## Életútja
Ötvöskónyiban született, ahol atyja Barakonyi Kristóf lelkész volt, anyja Dankházi Zsuzsanna. 1858 őszén a csurgói gimnáziumba vétetett fel, ahonnét a 7. osztályra a soproni evangélikus líceumba ment, ahol 1867-ben tanulmányait végezvén, Kecskeméten, egy év múlva pedig Budapesten hallgatta s végezte 1871-ben a teológiát. Ekkor Válra (Fejér vármegye) ment nevelőnek; 1873-ban Pesten kápláni vizsgát tett és segédlelkészi minőségben 1874-től Somogy vármegyében Csökölyben, Gigén, Dombón és Homokszentgyörgyön működött, majd 1877–78-ban atyja mellett Erdőcsokonyán. 1878-ban Kisasszondra rendeltetett. 1879-ben Böhönyére választatott meg rendes papnak. Ezután belső-somogyi egyházmegyei jegyző volt. Több tisztséget viselt egyházmegyéjében, volt esperes is.
Irodalmi működése jó ideig névtelen volt. Előbb a Családi Kör, később a Hazánk és a Külföld, Népszava, Budapest és néhány élclapba is dolgozott; majd a Protestáns Egyházi és Iskolai Lap munkatársai közé lépett. Dolgozata megjelent még a vasadi Balogh Lajos által szerk. Gyakorlati Lelkészet 1. füzetében és főmunkatársa a Garzó Gy. által megindított: Biblia-Magyarázatok c. évnegyedes vállalatnak.

## Munkája
- Biblia-magyarázatok a szószéken s függelékül nehány egyházi beszéd. Miskolcz, 1878 és 80. Két kötet. (Ism. Prot. Egyh. és Isk. Lap 1877. 46. sz. 1880. 39. sz. Ev. Prot. Lap. Der Oesterr. Protestant 1878. 2. sz.)